# Porte d'Ivry (métro de Paris)
Porte d'Ivry est une station de la ligne 7 du métro de Paris, située dans le 13e arrondissement de Paris.

## Histoire

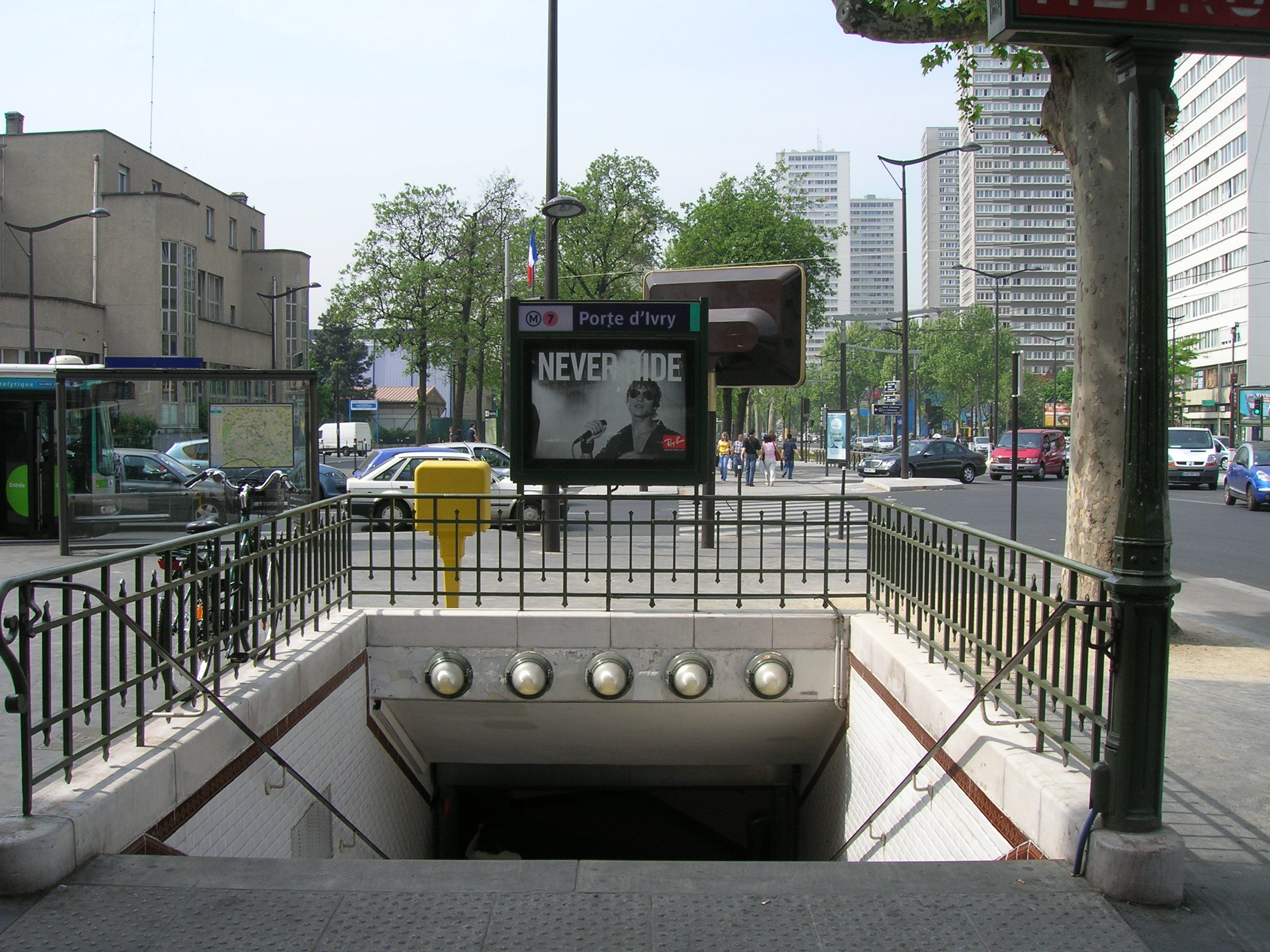
Accès no 1 de la station.

La station de métro est ouverte le 26 avril 1931. Elle est située à la porte d'Ivry sous l'avenue de la Porte-d'Ivry ; la station de tramway est dans l'axe du boulevard Masséna.
Elle a constitué le terminus sud de la ligne 7 jusqu'au 1er mai 1946, date de la mise en service du prolongement à Mairie d'Ivry.
La station dispose de quatre accès comprenant trois escaliers fixes devant les nos  50 et 53 de l'avenue de la Porte-d'Ivry et devant le no 1 de l'avenue d'Ivry ainsi qu'un escalier mécanique en sortie directe depuis le quai en direction de Mairie d'Ivry débouchant face au no 72 du boulevard Masséna.
En 2019, 1 901 960 voyageurs sont entrés à cette station ce qui la place à la 252e position des stations de métro pour sa fréquentation sur 302,,.
En 2020, avec la crise du Covid-19, 1 055 770 voyageurs sont entrés dans cette station, ce qui la place à la 235e position des stations de métro pour sa fréquentation.
En 2021, la fréquentation remonte progressivement, avec 1 282 199 voyageurs qui sont entrés dans cette station ce qui la place à la 252e position des stations de métro pour sa fréquentation sur 304,.

## Services aux voyageurs

### Accès
La station dispose de quatre accès :
- Accès no 1 situé à l'angle du boulevard des Maréchaux et de l'avenue d'Ivry ;
- Accès no 2 situé à l'angle du boulevard Masséna et de l'avenue de la Porte-d'Ivry côté pair ;
- Accès no 3 situé à l'angle du boulevard Masséna et de l'avenue de la Porte-d'Ivry côté impair ;
- Accès no 4 situé avenue de la Porte-d'Ivry.

Accès à la station
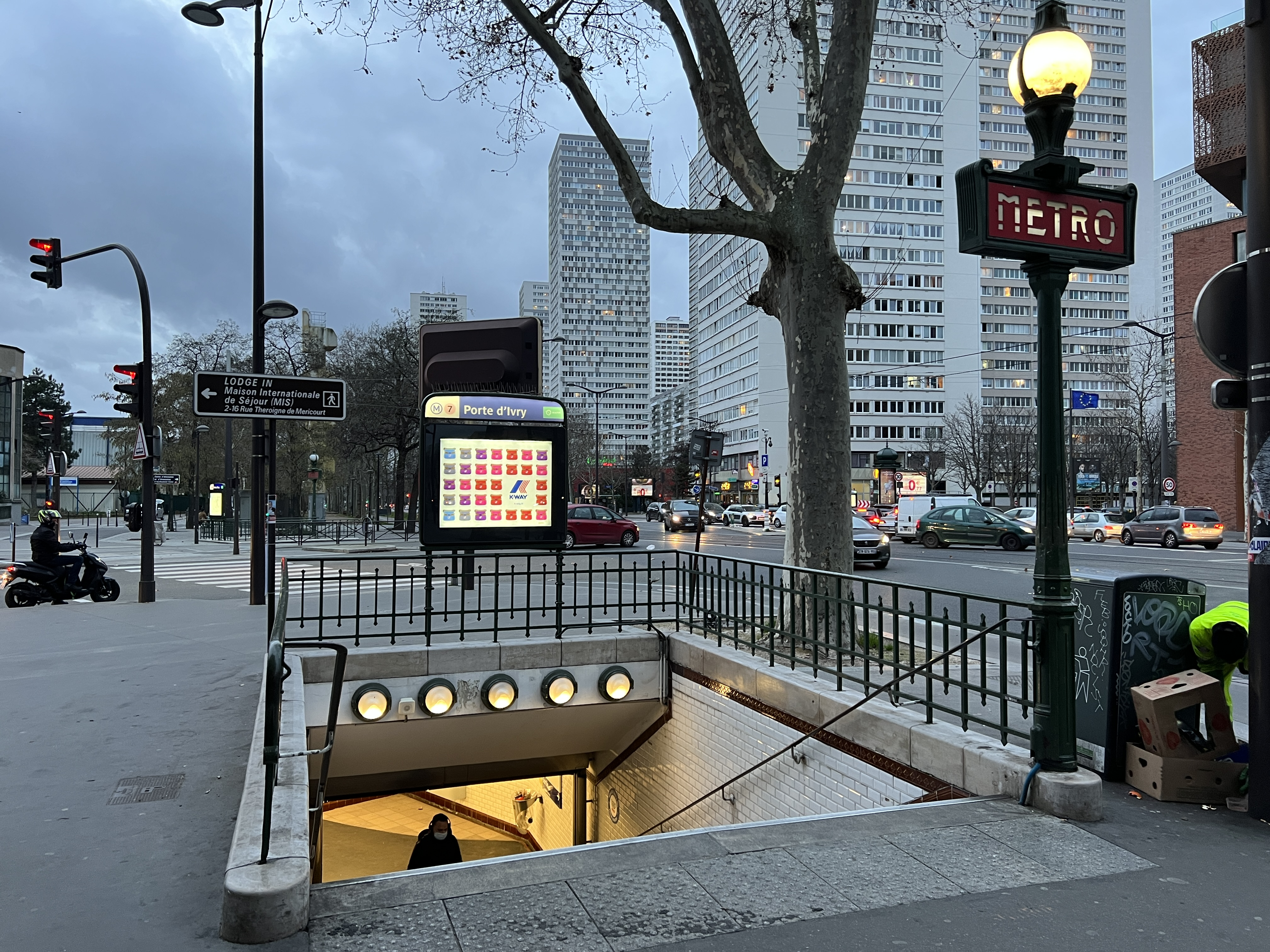
L'accès no 1 « Boulevard Masséna ».
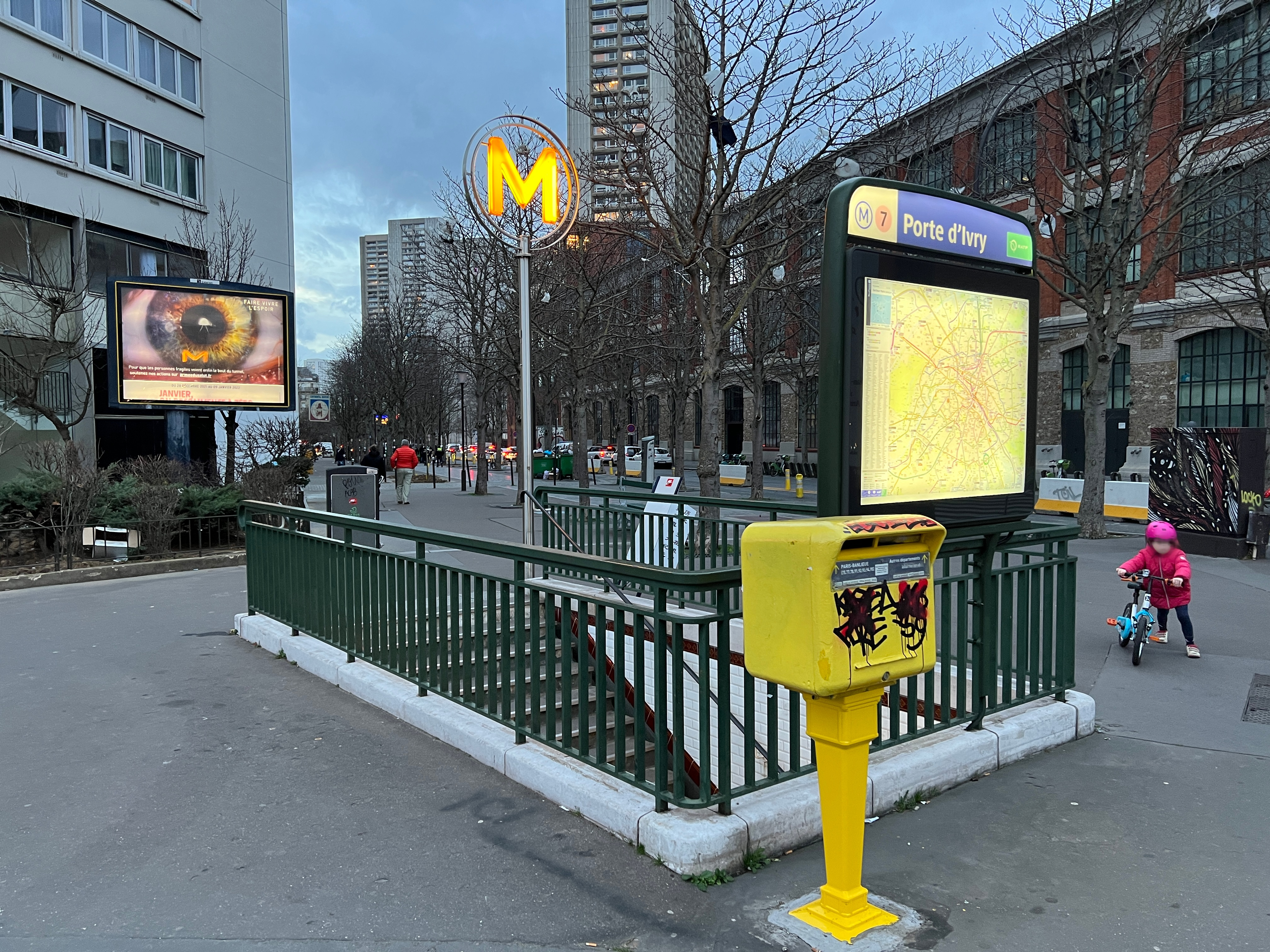
L'accès no 2 « Avenue d'Ivry ».
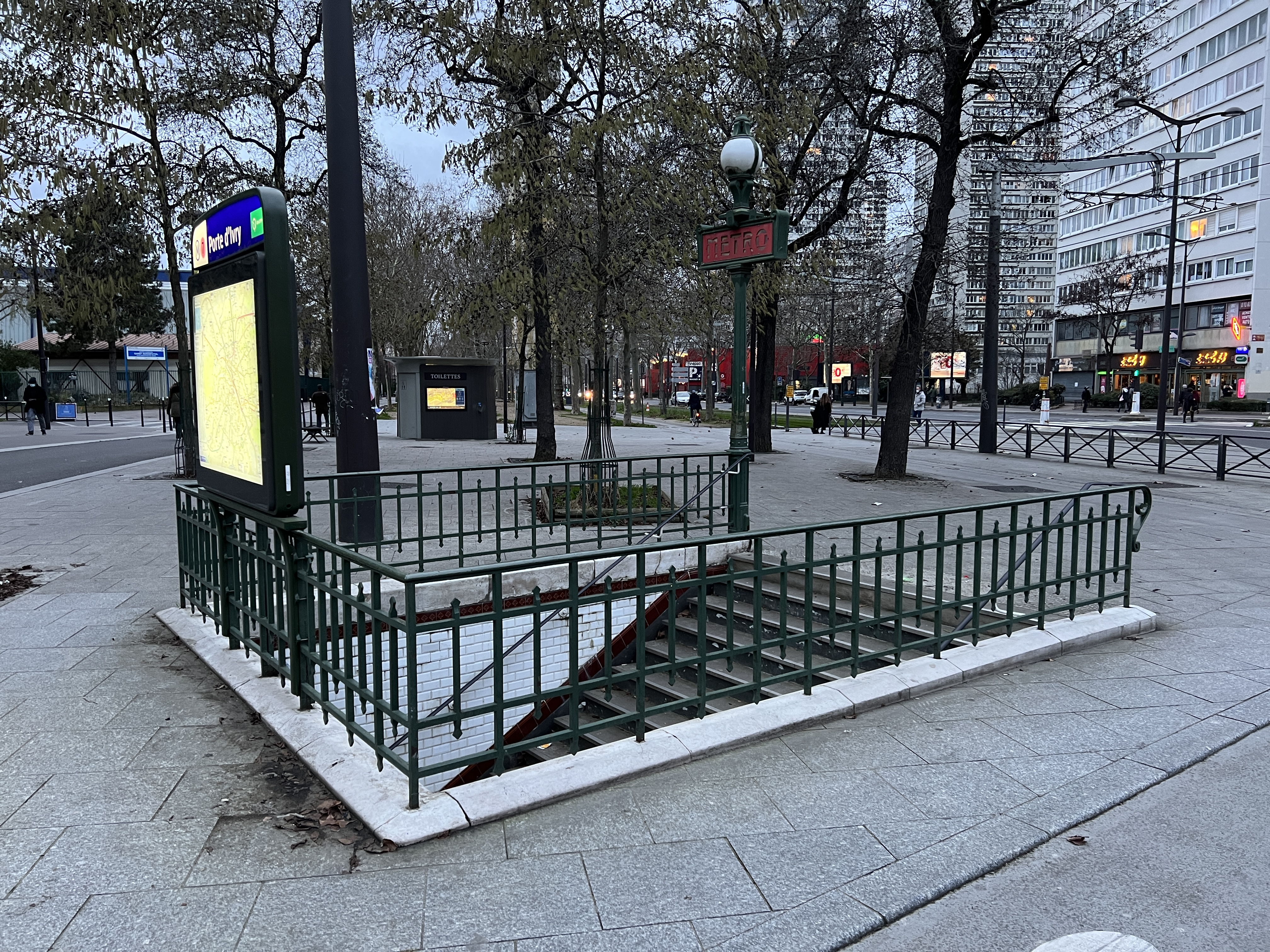
L'accès no 3 « Avenue de la Porte d'Ivry ».
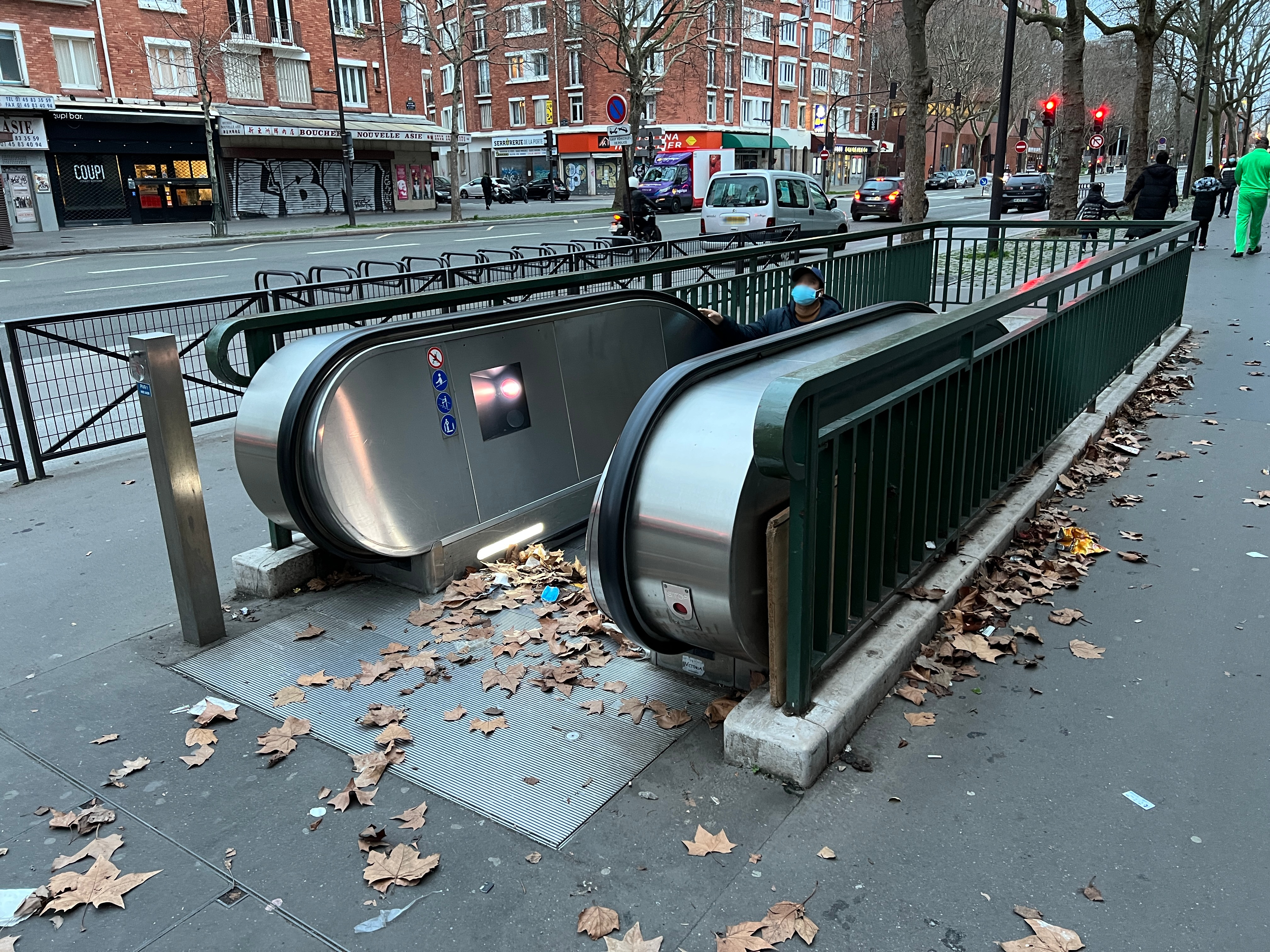
Sortie secondaire de l'accès no 3.

### Quais
Porte d'Ivry est une station de configuration particulière : elle possède deux quais et trois voies : le quai en direction de Mairie d'Ivry est latéral, celui en direction de La Courneuve est central et donc encadré par deux voies. La voûte est elliptique et la décoration est du style utilisé pour la majorité des stations du métro : les carreaux en céramique blancs biseautés recouvrent les piédroits et la voûte. Les cadres publicitaires sont en faïence de couleur miel et le nom de la station est également en faïence dans le style de la CMP d'origine. En revanche, le bandeau d'éclairage est un bandeau-tube. Elle fait ainsi partie des trois seules stations à posséder un tel bandeau avec la décoration CMP (en compagnie de Porte de Vanves et de Porte des Lilas 3 bis). Les sièges sont du style « Motte » de couleur rouge. La station se distingue aussi par la partie basse de ses piédroits qui est verticale et non elliptique.

### Intermodalité
La station est desservie par les lignes 27 et 83 du réseau de bus RATP et, la nuit, par la ligne N31 du réseau Noctilien. Elle est également en correspondance avec la ligne T3 du tramway depuis le 16 décembre 2006, renommée en « T3a » le 15 décembre 2012 lors de son prolongement jusqu'à la porte de Vincennes.

## À proximité
- La porte d'Ivry est une porte d'entrée du quartier asiatique de Paris, dans le 13e arrondissement.
- Halle Georges-Carpentier

## Au cinéma
Une scène du film Le Samouraï (1967) de Jean-Pierre Melville, avec Alain Delon, est tournée dans la station.